# 426 v.Chr.
Het jaar 426 v.Chr. is een jaartal volgens de christelijke jaartelling.

## Gebeurtenissen

### Griekenland
- Slag bij Tanagra: Het Atheense leger onder Nicias verslaat de Thebanen in Boeotië.
- Slag bij Olpae: Atheners onder Demosthenes verslaan het Spartaanse leger in Aetolië.
- Athene wordt door een aardbeving getroffen.

### Italië
- Rome sluit met de Etrusken een wapenstilstand.

## Overleden
- Herodotus van Halicarnassus (~485 v.Chr. - ~426 v.Chr.), Grieks historicus (59)
- Kao wang, Chinese koning van de Zhou-dynastie